# Бельосо, Рамон
Рамон Бельосо (исп. Ramón Belloso, 1810, Сан-Сальвадор, Сальвадор —1858, там же) — сальвадорский военный.

## Биография
Родился в 1810 году в Сан-Сальвадоре. В 1833 году в чине капитана возглавил правительственные войска, подавившие восстание индейцев под предводительством Анастасио Акино. В 1851 году был в числе командующих войсками, участвовавшими в неудачной войне против Гватемалы.
В феврале 1854 года стал генералом сальвадорской армии. После того, как в октябре 1855 года Уильям Уокер захватил власть в Никарагуа, исполняющий обязанности президента Сальвадора Франсиско Дуэньяс поставил Бельосо во главе контингента, направленного в Никарагуа для войны против Уокера. 12 июля 1856 года Бельосо прибыл в Леон, а 18 июля правительства Сальвадора, Гондураса и Гватемалы объявили войну правительству узурпатора Уокера. 27 июля Патрисио Ривас, официально признаваемый президентом Никарагуа другими центральноамериканскими странами, назначил Бельосо главнокомандующим союзной армией.
Постепенно продвигаясь по никарагуанской территории, 24 сентября союзные войска заняли Манагуа, а 2 октября — Масаю; силы Уокера без боя отступили в Гранаду, откуда предприняли две безуспешные контратаки. Тем временем в Центральной Америке бушевала эпидемия холеры.
7 ноября под командование Бельосо поступили и войска Коста-Рики. Деморализованные войска Уокера в 20 ноября предприняли разрушение Гранады, и обратили город в руины. 24 ноября подошли силы под командованием Бельосо, и через три дня выбили войска Уокера из города. Однако после этого внутри союзной армии начались конфликты между представителями разных стран, и в итоге Уокер смог продержаться до конца 1857 года, когда он сдался флоту США.
16 марта 1857 года Бельосо был с почётом принят в Кохутепеке, который в то время был временной столицей Сальвадора (Сан-Сальвадор был разрушен землетрясением). Через месяц он вернулся с подкреплениями в Никарагуа, где узнал, что генерал Херардо Барриос, командующий там сальвадорским контингентом, планирует свергнуть президента Рафаэля Кампо. С известием об этом Бельосо вернулся в Сальвадор, где вместе с президентом Кампо приготовился к отражению нападения, однако в итоге ситуация была урегулирована при посредничестве экс-президента Хосе Марии Сан-Мартина.
Вернувшиеся из Никарагуа солдаты принесли с собой холеру, от которой вскоре скончался и генерал Бельосо.